# Liesgrasboorder
De liesgrasboorder (Phragmatiphila nexa) is een nachtvlinder uit de familie van de uilen, de Noctuidae.

## Beschrijving
De spanwijdte bedraagt tussen de 18 en 30 millimeter. De grondkleur van de voorvleugels is lichtbruin, de soort is gemakkelijk te herkennen aan de lichte niervlek waaraan een uitstulping zit.

## Waardplanten
De liesgrasboorder gebruikt zegge en vlotgras als waardplanten. De rups is te vinden van het najaar tot in juli. De soort overwintert als rups in de waardplant.

## Voorkomen
De soort komt verspreid over het Centraal-Europa voor. In Nederland is de soort zeer zeldzaam en alleen nog bekend uit de omgeving van Hasselt. In België komt de soort niet voor. De soort kent één jaarlijkse generatie die vliegt van augustus tot halverwege september.